# メイドをねらえ! 〜中林校長の野望〜
『メイドをねらえ! 〜中林校長の野望〜』（メイドをねらえ! なかばやしこうちょうのやぼう）は、原作：まっつー、作画：椿あすによる日本の漫画作品。

## 概要
2006年1月30日発刊の『月刊ドラゴンエイジ』（富士見書房発行）の増刊『ドラゴンエイジピュア』にて連載された。
本作品は2007年6月発売の『ドラゴンエイジピュア』Vol.5での掲載を最後に休載が続いていたが、2008年6月に自身の公式サイトと2ちゃんねるスレッド上にてまっつーが椿あすと離婚することを発表、2008年6月27日に正式に離婚。その中で、椿あすが二度とまっつーと仕事をしない事を伝えたため、事実上の連載終了となり、2008年7月2日、自身の公式サイトと2ちゃんねるスレッド上にて正式に連載終了が決定した事を発表した。単行本は全1巻。
2006年6月29日発刊の『ドラゴンエイジピュア』Vol.2では、同誌の付録に「超図解メイドさん進化論」という名で、この作品の学校を舞台に特別講師がやってくる等といったテーマに沿い、出版社の枠を越えて集まった漫画家らが漫画を描くという企画の冊子がある。この冊子では、桜瀬みつな、氷川へきる、竹内元紀、荒井チェリー、古賀亮一、爆天童、ヒロユキ、くろがねぎん、桑原ひひひ、大内たか道、三宅大志、松林悟、仏さんじょ、赤衣丸歩郎、そしてこの作品の漫画家のまっつー、椿あすらが執筆を行っている。
2006年11月29日に秋葉原エンタまつり2006（2006年10月21日 - 10月29日）の中で開催された「特別公開生ライブ!ドラゴンエイジPure 作家VS編集者VS編集長ガチンコバトル60分!!」で、原作者のまっつーが「メイドをねらえ!」と「これが私の御主人様」のキャラクターをそっくり入れ替える回を作るといった主旨の企画を提案した。この企画は上記の理由により、立ち消えとなった。

## あらすじ
莫大な財力を駆使し、女子校を作った30歳の男が、世間の目が届かないのをいいことに、広大な校内に女教師と女生徒を囲って、欲望の赴くまま自分の趣味の世界を作って奉仕させているという噂が立っている、対外的には家政科の高等学校「私立百合姫女学園」を中心に繰り広げられるハイテンションな物語。学校名が私立「百合」姫女学園と銘打ってはいるが、ジャンルはギャグ漫画。
ロリコンでコスプレマニアでギャルゲーマニアな「一般的な女の子」、餅田菜摘（もちだ なつみ）が主人公。物語は、彼女が私立百合姫女学園に転校してくるところから始まる。
彼女は「妹」を作る目的でその学園にやって来たのだが、「奴隷」を作るために同じく転校してきた北村きりこ（きたむら きりこ）との出会いで、運命は大きく変わってしまう。
さらに、この作品唯一の男性キャラである中林義元（なかばやし よしもと）校長や、オタク率が高い同学園の生徒たちも巻き込み、巻き込まれ、物語は進む。

## 主な登場人物
餅田菜摘（もちだ なつみ）
本作品の主人公。ロリコンでコスプレマニアでギャルゲーマニアな「一般的な女の子」と自称している。私立百合姫女学園に「妹」を作りにやってきた。転校生。
見た目は女、頭脳は男。
このキャラクターのモデルは、作者のまっつーと親しい女子中学生（2006年4月から高校生）で、その性格は漫画で描写されているものとあまり違いはないという。九州初のメイドカフェの一人目の客であった（実話）。
北村きりこ（きたむら きりこ）
一見妹キャラであるが、ロリコンで制服マニアでコスプレマニアでギャルゲーマニアな女の子。主人公・餅田菜摘とは同じクラスで、同じ寮で、同じ部屋。私立百合姫女学園に「奴隷」を作りにやってきた。主人公・餅田菜摘とは同時に転校して来た。
装備している巨乳は特殊能力が備わっている。
9歳でメイドキングダム国立大学を卒業。キングダム三十六房を突破し、メイド・オブ・ザ・イヤー、メイドオールスタークラシック、ジャパンスーパーメイドクラシック、ワールドチャンピオンのスーパーグランドスラムを達成した神童。
あのメイドガイコガラシと対等に話せる。
中林義元（なかばやし よしもと）
莫大な財力を駆使し私立百合姫女学園を創設した張本人で、同学園の校長。他にも秋葉原、池袋、大阪、福岡などの全国の大都市でメイドカフェの経営なども行なっている。
己の野望（欲望）を実現するには手段を選ばない。
『これが私の御主人様』に登場する中林義貴とは従兄弟の関係。

## 用語解説
私立百合姫女学園（しりつゆりひめじょがくえん）
本作品の主人公を始めとする生徒らが通う私立の高等学校。対外的には女子教育を行なっている家政科の学校であるが、実態は校長の趣味と道楽のために作られたメイド養成学校。
一般的な学校設備はもちろん、メイドになるための多くの設備などがある。屋外には「メガネワニ神様」や「ハムスター神様」の像がある。
学園の管理下の寮が存在する。寮は校長の野望活動の一環で、相部屋となっている。餅田菜摘は北村きりこと同室。なお、餅田菜摘が暮らすことになる寮の管理人は21歳の未亡人で、最近新潟出身の5号室の女の子が気になるらしい。
この学園の生徒はもちろん、教師、用務員に至るまで校長のもとにあるが、餅田、北村の両名によってそれに陰りが見え始める。
これが私のご主人様（これがわたしのごしゅじんさま）
「ご主人様」と略されることも。作中に出てくる架空の漫画作品で、『これが私の御主人様』とは異なるが、中身は同一であると考えてよい。
下乳（したちち）
女性の乳房の下部を指す。この作品の原作者が、この部分を露にする表現が大変気に入ったため、作品中に頻繁に登場するようになった。
プスー
餅田、北村らが住む寮で、ある学生が飼っているペットの名前。そのフォルムは動物には見えない。どう考えてもスプーをインスパイアした名前。